# Bragança (distrikt)

Braganças distrikt i Portugal

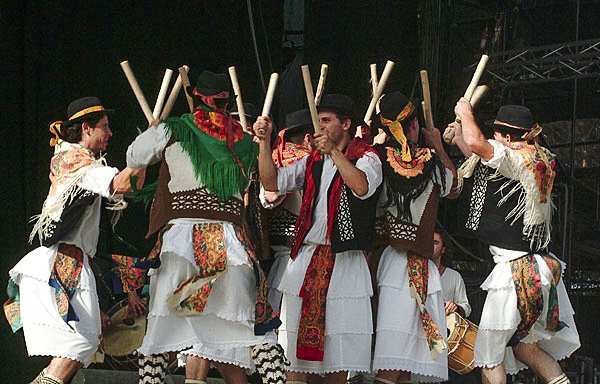
Pauliteiros de Miranda

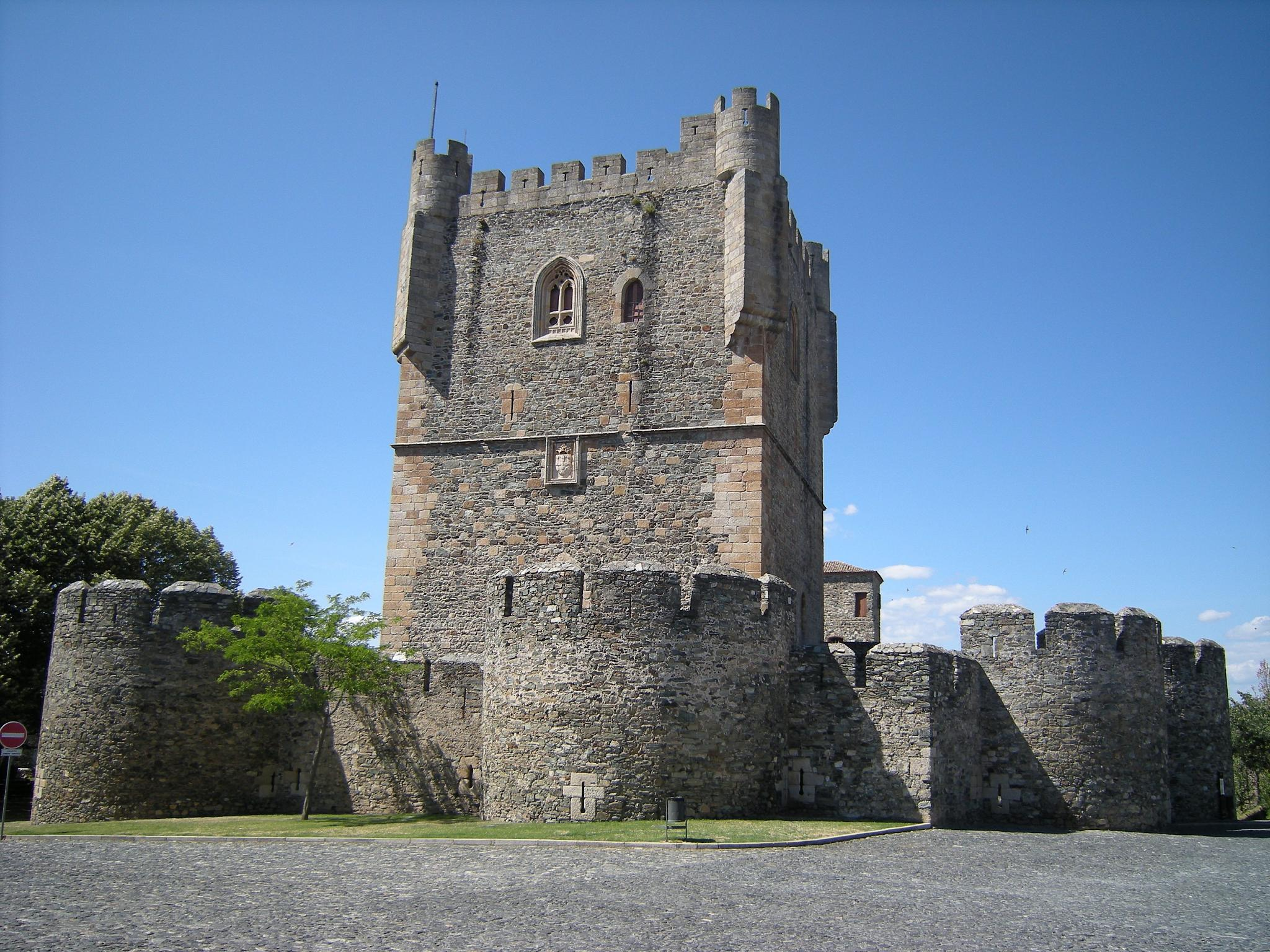
Braganças gamla fästning

Distrito de Bragança är ett av Portugals 18 distrikt vars residensstad är Bragança. Från och med juli 2009 är Vítor Alves distriktets guvernör.

## Geografi
Distriktet ligger i nordöstra Portugal och omfattar de östra delarna av landskapet Trás-os-Montes.
Det gränsar i norr och öst till Spanien, i söder till Guardas distrikt och Viseus distrikt, och i väst till Vila Reals distrikt. 
Distriktet har cirka 149 000 invånare och en yta på 6 608 km².

## Minoritetsspråk
Mirandesiska - Portugals enda minoritetsspråk talas av cirka 15 000 personer i området kring den lilla historiska staden Miranda do Douro, samt i kommunerna Mogadouro och Vimioso. Enligt landets författning har mirandesiska status av andra officiella språket i regionen. Ända sedan 1985 undervisas i och på mirandesiska i traktens skolor.

## Tätorter
De största tätorterna i länet:
- Bragança
- Miranda do Douro
- Mirandela
- Macedo de Cavaleiros

## Kommuner
Braganças distrikt omfattar 12 kommuner, med 299 kommundelar.
- Alfândega da Fé
- Bragança (Portugal)|Bragança
- Carrazeda de Ansiães
- Freixo de Espada à Cinta
- Macedo de Cavaleiros
- Miranda do Douro
- Mirandela
- Mogadouro
- Torre de Moncorvo
- Vila Flor
- Vimioso
- Vinhais